# Kapinawá
Kapinawá (Capinauá, Capinawá), maleno indijansko pleme naseljeno u brazilskoj državi Pernambuco na području općina Buíque, Tupanatinga i Ibimirim. Porijeklom su od starih Prakió ili Paratió Indijanaca iz aldeje (sela) Macaco. Njihova populacija u suvremeno vrijeme iznosi 354 (1995 AMTB); po drugim podacima 800. Žive od zemljoradnje i i izrade slamnatih proizvoda. Svoj jezik su zaboravili i danas se služe portugalskim a žive u selu Mina Grande.